# Гебенбах
Гебенбах (нім. Gebenbach) — громада в Німеччині, розташована в землі Баварія. Підпорядковується адміністративному округу Верхній Пфальц. Входить до складу району Амберг-Зульцбах. Складова частина об'єднання громад Ганбах.
Площа — 18,17 км2. Населення становить 864 ос. (станом на 31 грудня 2020).